# Pavia (tỉnh)
Tỉnh Pavia (tiếng ý: Provincia di Pavia) là một tỉnh ở vùng Lombardy của Ý. Tỉnh lỵ là thành phố Pavia.
Tỉnh này có diện tích 2.965 km², tổng dân số là 493.829 người năm 2001. Có 190 đô thị ở trong tỉnh này.
Các đô thị chính xếp theo dân số là:
| Đô thị                  | Dân số |
| ----------------------- | ------ |
| Pavia                   | 71.436 |
| Vigevano                | 59.862 |
| Voghera                 | 38.415 |
| Mortara                 | 14.696 |
| Stradella               | 10.955 |
| Garlasco                | 9.371  |
| Broni                   | 9.261  |
| Gambolò                 | 9.046  |
| Casorate Primo          | 7.745  |
| Mede                    | 6.991  |
| Casteggio               | 6.379  |
| Cassolnovo              | 6.230  |
| Robbio                  | 6.063  |
| Sannazzaro de' Burgondi | 5.888  |
| Belgioioso              | 5.841  |
| Cava Manara             | 5.835  |
| Siziano                 | 5.594  |
| San Martino Siccomario  | 5.259  |
| Cilavegna               | 5.196  |